# Smash!!
Smash!! (in russo Смэш!!?) è stato un duo musicale pop russo formato nel 2000 e composto dai cugini Sergej Lazarev e Vlad Topalov.
Il loro repertorio, che comprendeva la maggior parte dei brani in inglese, ebbe un discreto successo nell'Europa orientale e nel Sud-est asiatico, attirando tra i propri fan soprattutto giovani adolescenti. Il gruppo si è ufficialmente sciolto nel 2006 ed entrambi i membri hanno avviato le proprie carriere soliste.

## Storia
Nel 2000 il manager Michail Topalov decise di creare il duo musicale Smash!!, composto dal figlio quindicenne Vlad Topalov e dal cugino diciassettenne Sergej Lazarev. Prima di formare la band, i due facevano parte del coro russo per bambini e ragazzi Neposedy.
Dopo aver firmato per la Universal Music Russia, nell'aprile del 2002 girarono il loro primo videoclip del singolo Should Have Loved You More che portò gli Smash!! a conquistare, durante quell'estate, il podio del concorso New Wave a Jūrmala. Il loro primo singolo ufficiale, cantato in francese, uscì a ottobre dello stesso anno con il titolo Belle, che stazionò per sei mesi nelle top hits del canale musicale MTV Russia.

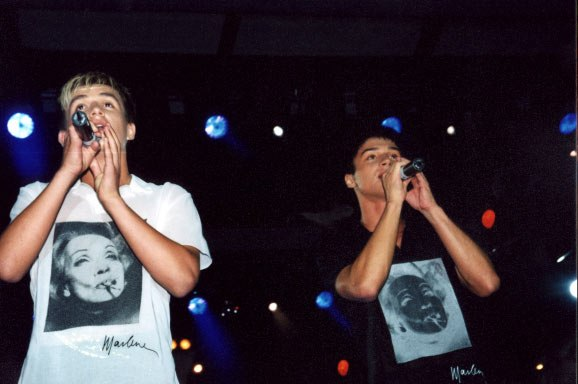
Gli Smash!! in concerto nel 2002

Nel 2003 uscì il loro primo album dal titolo Freeway: quest'ultimo vendette più di un milione di copie tra Russia e Comunità degli Stati Indipendenti, conquistando numerosi dischi d'oro e di platino. Nel marzo dello stesso anno uscì il secondo estratto dell'album, Talk to Me, mentre cominciò il tour di promozione in giro per la Russia. A settembre uscì anche il terzo singolo Freeway. Ricevettero numerosi premi come "rivelazione dell'anno" ai premi Muz-TV, "Euro-hit award" da Europe-plus radio station, "Grammofono d'oro", "Sound-track award" e molti altri.
Nel 2004 pubblicarono il primo singolo del loro nuovo album dal titolo Obsession, che conquistò le classifiche in numerosi paesi. Successivamente fu distribuito il secondo singolo del disco, Faith. Nello stesso anno vinsero il premio "miglior progetto pop" agli MTV Russia Music Awards (RMA) e il premio "gruppo dell'anno" ai Sound-track Awards. Nel dicembre 2004 fu commercializzato il secondo album dal titolo 2nite.
Tuttavia, appena dopo l'uscita del nuovo album, Lazarev decise di lasciare il gruppo e di intraprendere la carriera da solista. Nel 2005 Topalov pubblicò ancora con il nome del duo il terzo album dal titolo Evolution, per rispettare gli accordi presi con la casa discografica. Difatti, anche se accreditato come Smash!!, Vlad fu l'unico a prendere parte alle registrazioni. Topalov continuò a esibirsi con il nome del duo fino al 2006, quando il duo cessò di esistere ufficialmente. I due componenti, tuttavia, si riunirono lo stesso anno per una performance agli MTV Russia Music Awards 2006, eseguendo il singolo Belle.

### Riunioni successive
Il due componenti continuarono a riunirsi anche in diverse altre occasioni verso la fine degli anni 2000.
Nel novembre del 2011 Lazarev e Topalov si riunirono al Crocus City Hall di Mosca per festeggiare il 10º anniversario del duo, cantando le canzoni Molitva e Freeway.
Nel dicembre del 2018 i due membri della band si sono nuovamente esibiti insieme.
Nell'aprile del 2021 il duo si è riunito durante la trasmissione russa Nu-ka vse vmeste!. Il 17 dicembre dello stesso anno è uscito il primo singolo del duo dopo lo scioglimento, Novyj god, una versione dance del singolo solista di Lazarev, che viene tuttavia pubblicato semplicemente come duetto tra i due componenti e non sotto il nome del gruppo.

## Formazione
- Sergej Lazarev – voce (2000-2004)
- Vlad Topalov – voce (2000-2006)

## Discografia

### Album in studio
- 2003 – Freeway
- 2004 – 2nite
- 2005 – Evolution

### Singoli
- 2002 – Should Have Loved You More
- 2002 – Belle
- 2003 – Talk to Me
- 2003 – Freeway
- 2004 – Obession
- 2004 – Faith
- 2005 – The Dream
- 2021 – Novyj god (Sergej Lazarev & Vlad Topalov)

## Videografia
- 2002 – Should Have Loved You More
- 2002 – Belle
- 2003 – Talk to Me
- 2003 – Freeway
- 2004 – Obsession
- 2004 – Faith

## Riconoscimenti
- New Wave Festival
  - 2002 – 1º posto

- Europe Plus Radio Awards
  - 2003 – Premio "Eurohit"

- Hit FM
  - 2003 – Premio "Stopudovyj hit"
  - 2004 – Premio "Stopudovyj hit"

- Love Radio Awards
  - 2003 – Premio "Love Radio"

- MTV Russia Music Awards
  - 2004 – Miglior progetto pop

- Premija Muz-TV
  - 2003 – Rivelazione dell'anno
  - 2003 – Miglior sound europeo
  - 2004 – Miglior gruppo pop

- Premija Zolotaja pčela
  - 2005 – Miglior gruppo

- ZD Awards
  - 2003 – Gruppo dell'anno
  - 2004 – Gruppo dell'anno

- Zolotoj grammofon
  - 2003 – Grammofono d'oro per Molitva